# Marguerite Mbida
Pour les articles homonymes, voir Mbida.
Marguerite-Marie Mbida, née Marguerite-Marie Embolo le 28 octobre 1928 à Yaoundé et morte le 28 juin 1993 à Yaoundé.
Fille unique de Fabien Assiguena (un planteur de cacao Eton) et de Marie Mbono (une infirmière Ewondo), elle épousa André-Marie Mbida le 14 août 1946, avec lequel elle eut six enfants.
Alors que son époux était en résidence surveillée, elle défia le gouvernement Ahidjo en se présentant comme tête de liste du PDC aux élections législatives  du 26 avril 1964  au Cameroun. 
Elle fut plusieurs fois emprisonnée pour son engagement politique après le défi lancé au gouvernement Ahidjo.